# Kevin Viveros Rodallega

Kevin Estiben Viveros Rodallega (Buenaventura, Valle del Cauca, 26 de abril de 2000) es un futbolista colombiano. Juega como delantero y su actual equipo es el Athletico Paranaense del Campeonato Brasileño de Serie B.   

## Clubes
| Club                 | País                 | Año             |
| -------------------- | -------------------- | --------------- |
| América de Cali      | Colombia             | 2018 - 2019     |
| Atlético             | Colombia             | 2019            |
| Leones               | Colombia             | 2020            |
| Carabobo             | Venezuela            | 2022            |
| Deportivo Cali       | Colombia             | 2023            |
| Sarajevo             | Bosnia y Herzegovina | 2023            |
| La Equidad           | Colombia             | 2024            |
| Atlético Nacional    | Colombia             | 2024            |
| Athletico Paranaense | Brasil               | 2025 - Presente |

## Estadísticas
| Club                          | Div           | Temporada     | Liga  | Liga  | Copa  | Copa  | Internacional | Internacional | Total | Total |
| Club                          | Div           | Temporada     | Part. | Goles | Part. | Goles | Part.         | Goles         | Part. | Goles |
| ----------------------------- | ------------- | ------------- | ----- | ----- | ----- | ----- | ------------- | ------------- | ----- | ----- |
| América de Cali · Colombia    | 1ª            | 2018          | 7     | 0     | 1     | 0     | -             | -             | 8     | 0     |
| América de Cali · Colombia    | 1ª            | 2019          | 9     | 0     | 4     | 0     | -             | -             | 13    | 0     |
| América de Cali · Colombia    | Total club    | Total club    | 16    | 0     | 5     | 0     | 0             | 0             | 21    | 0     |
| Atlético · Colombia           | 2ª            | 2019          | 14    | 3     | -     | -     | -             | -             | 14    | 3     |
| Atlético · Colombia           | Total club    | Total club    | 14    | 3     | 0     | 0     | 0             | 0             | 14    | 3     |
| Leones · Colombia             | 2ª            | 2020          | 10    | 1     | 4     | 1     | -             | -             | 14    | 2     |
| Leones · Colombia             | Total         | Total         | 10    | 1     | 4     | 1     | 0             | 0             | 14    | 2     |
| Carabobo · Venezuela          | 1ª            | 2022          | 34    | 21    | -     | -     | -             | -             | 34    | 21    |
| Carabobo · Venezuela          | Total club    | Total club    | 34    | 21    | 0     | 0     | 0             | 0             | 34    | 21    |
| Deportivo Cali · Colombia     | 1a            | 2023          | 19    | 4     | 4     | 3     | -             | -             | 23    | 7     |
| Deportivo Cali · Colombia     | Total club    | Total club    | 19    | 4     | 4     | 3     | 0             | 0             | 23    | 7     |
| Sarajevo Bosnia y Herzegovina | 1a            | 2023-24       | -     | -     | -     | -     | 1             | 0             | 1     | 0     |
| Sarajevo Bosnia y Herzegovina | Total club    | Total club    | 0     | 0     | 0     | 0     | 1             | 0             | 1     | 0     |
| La Equidad · Colombia         | 1a            | 2024          | 21    | 8     | -     | -     | -             | -             | 21    | 8     |
| La Equidad · Colombia         | Total club    | Total club    | 21    | 8     | 0     | 0     | 0             | 0             | 21    | 8     |
| Atlético Nacional · Colombia  | 1a            | 2024          | 24    | 3     | 8     | 1     | -             | -             | 32    | 4     |
| Atlético Nacional · Colombia  | 1a            | 2025          | 20    | 6     | 2     | 0     | 5             | 4             | 27    | 10    |
| Atlético Nacional · Colombia  | Total club    | Total club    | 44    | 9     | 10    | 0     | 5             | 4             | 59    | 14    |
| Athletico Paranaense Brasil   | 2ª            | 2025          |       |       |       |       |               |               |       |       |
| Athletico Paranaense Brasil   | Total club    |               |       |       |       |       |               |               |       |       |
| Total carrera                 | Total carrera | Total carrera | 158   | 46    | 23    | 5     | 6             | 4             | 187   | 55    |

## Palmarés

### Títulos nacionales
| Título                | Club              | País     | Año  |
| --------------------- | ----------------- | -------- | ---- |
| Copa Colombia         | Atlético Nacional | Colombia | 2024 |
| Torneo Finalización   | Atlético Nacional | Colombia | 2024 |
| Superliga de Colombia | Atlético Nacional | Colombia | 2025 |

### Distinciones individuales
| Distinción                                              | Año  |
| ------------------------------------------------------- | ---- |
| Goleador de la Primera División de Venezuela (21 goles) | 2022 |